# Instalación eléctrica en América del Norte
La instalación eléctrica en los Estados Unidos de América sigue los reglamentos y normas para la instalación de cableado en edificaciones. El cableado eléctrico en los Estados Unidos está, en general, de acuerdo con los estándares del Código Eléctrico Nacional (NEC, por su sigla en idioma inglés), una norma patrocinada por la National Fire Protection Association que ha sido objeto de revisiones periódicas desde 1897. Las modificaciones o complementos locales de este código modelo son comunes en las ciudades o estados estadounidenses. Para el cableado eléctrico en Canadá, el Canadian Electrical Code (Código Eléctrico Canadiense) es una norma muy similar publicada por la Canadian Standards Association (Asociación de Estándares Canadienses) desde 1927.

## Terminología
Aunque gran parte de la terminología del campo de la electricidad coincide con la usada en los códigos eléctricos, los usos pueden variar.
- El neutro es el trayecto de retorno de un circuito; en sistemas de cableado de construcción, el cable neutro está conectado a tierra por lo menos en un punto. Las normas norteamericanas establecen que el neutro no debe ser conectado a un interruptor ni a un fusible. El neutro es conectado a la toma central del transformador de un sistema de fase partida de la empresa de energía, o en el centro de la conexión en estrella de un sistema de alimentación polifásico. Los códigos eléctricos estadounidenses requieren que el neutro sea conectado a tierra solamente en el tablero de distribución (panel de servicio). Formalmente el neutro se llama el "conductor puesto a tierra", a partir del NEC del año 2008, los términos "conductor neutro" y "punto neutro" han sido definidos en el Código para registrar lo que ha sido de uso común.[1]
- Vivo (Fase o Activo) es denominado cualquier conductor conectado con un sistema que tiene un potencial eléctrico con respecto a una toma de tierra o neutro.
- Conectado a tierra (a veces, llamado aterrizado) es un conductor con continuidad a tierra.[1]
- Toma se refiere a cada una de las líneas vivas o activas en un sistema eléctrico. El servicio más común residencial y para pequeños negocios en los EE. UU., dispone de un neutro y dos tomas activas de 240 V entre sí, y 120 V cada toma respecto al neutro. El sistema trifásico más común tiene tres tomas activas. Un sistema antiguo pero aún usado ampliamente, es el monofásico de tres conductores que utiliza tres fases de 240 voltios entre fase para cargas de motor, y 120 voltios para las cargas de iluminación mediante el uso de un transformador con conexión en delta y derivación central; dos de las fases tienen una tensión de 120 voltios con respecto al neutro. La tercera fase, tiene un potencial de 208 V respecto al neutro y no se utiliza para las conexiones monofásicas, por lo que tiene conductores con aislante coloreado de manera distintiva. Para las grandes instalaciones comerciales 277/480 V trifásica es común.
- Un enchufe es un receptáculo que, según el National Electric Code, es un punto en el sistema de cableado en el que puede tomase energía eléctrica para su utilización en los equipos.[1]

## Códigos y Estándares Eléctricos
El Código Eléctrico Nacional (NEC) especifica los métodos y materiales aceptables de cableado. Las jurisdicciones locales de EE.UU, suelen adoptar el NEC u otro código publicado y luego distribuyen los documentos que describen cómo los códigos locales varían de a partir de los códigos publicados. Ellos no pueden distribuir la propia NEC por razones de derechos de autor.
El propósito del NEC es proteger a las personas y los bienes de los riesgos derivados del uso de la electricidad. El NEC no es el código eléctrico de cualquier jurisdicción en sí misma, sino que es un trabajo influyente de las normas que los legisladores locales tienden a usar como una guía para la promulgación de los códigos eléctricos locales. La Asociación Nacional de Protección contra el Fuego (NFPA) establece que fragmentos citados del NEC deben tener una advertencia que indique que dichos fragmentos no representan la posición completa y autorizada de la NFPA y que el documento original del NEC debe ser consultado como referencia definitiva.
En las construcciones nuevas, adiciones o modificaciones importantes debe seguirse el código relevante para esa jurisdicción, lo cual no es necesariamente la última versión del NEC. Los reglamentos en cada jurisdicción indicarán cuando un cambio a una instalación existente es tan grande que debe ser reconstruida para cumplir con el código eléctrico actual. En general, no se requiere que las instalaciones sean cambiadas para cumplir con los códigos nuevos.
Otros requisitos de códigos varían según la jurisdicción en los Estados Unidos. En muchas áreas, el propietario de una casa, por ejemplo, puede llevar a cabo el cableado completo del hogar. Algunas ciudades tienen reglas más restrictivas y exigen que las instalaciones eléctricas las hagan electricistas con licencia. El trabajo será inspeccionado en varias etapas, por una autoridad designada, antes de que se obtenga la autorización para energizar el cableado. El inspector puede ser un empleado del estado o ciudad, o un empleado de una instalación de suministro eléctrico.

## Convenciones de diseño e instalación
Para el cableado residencial, algunas de las reglas básicas del NEC son:
- El conductor de una fase puede tener aislante de color negro, rojo, naranja (sistema monofásico de 3 hilos), pero nunca verde, gris o blanco (si se trata de colores sólidos o en franjas). Hay excepciones específicas como en el caso de un cable que sigue un camino de ida y vuelta hacia un interruptor, donde el conductor con aislamiento blanco representa el cable activo o vivo de alimentación para ese interruptor. Otra excepción es la de los cables que se usan para alimentar a un enchufe para dispositivos o equipos que usen una tensión de 250 VAC, consuman hasta 15 o 20 amperios y que no necesitan una toma de neutro; en tal caso, el cable con aislante blanco representa la toma activa, pero debe ser identificado como tal, generalmente con cinta de color negro dentro de las cajas de empalme o de distribución.
- La toma de neutro es identificada con cable o conductor con aislante blanco o gris, bien sea con franjas o marcas.
- En todo cable de alimentación el conductor estriado es el neutro, y el otro es el activo. La norma 400.22 (f) del Código NEC revisado en 2008, permite el marcado de ranuras acanaladas o con rayas blancas en la superficie del cable de alimentación. Si el cable está recubierto de aislamiento transparente, el conductor activo es de color cobre, y el neutro es de color plata.
- La toma de tierra de un circuito puede ser de hilo o conductor desnudo o con aislante de color verde o que tenga franjas verdes. Obsérvese que todas las tuberías metálicas en una construcción deben ser unidas al sistema de puesta a tierra, como las de agua, gas natural, tuberías de aire acondicionado, entre otras.
- Los hilos o conductores largos deben ser de aislamiento en color negro, los cuales pueden ser debidamente identificados con pintura o cinta adhesiva adecuada.
- Todo el cableado en un circuito, a excepción de los conductores que forman parte de un dispositivo o accesorio, debe ser del mismo calibre. Debe notarse que los cables de diferentes calibres se pueden utilizar en la misma canalización siempre que todos ellos estén aislados para la máxima tensión de cualquiera de estos circuitos.
- El Código NEC suministra reglas para el cálculo de carga del circuito.
- La protección por interruptor diferencial, también llamado GFCI, se requiere en enchufes instalados en lugares húmedos. Estos incluyen todos los circuitos de aparatos pequeños en una cocina, enchufes en un espacio reducido, sótanos, cuartos de baño y un enchufe para el cuarto de lavado, así como los circuitos al aire libre a poca distancia de la tierra. Sin embargo, no son necesarios para refrigeradores debido a que la desconexión sin supervisión de este tipo de interruptor puede causar deterioro de los alimentos, ni para trituradores de basura. En cambio, para los refrigeradores y otros aparatos semi-permanentes en los sótanos y las zonas húmedas, se utiliza generalmente un enchufe dedicado sin protección. Los enchufes de dos hilos que no tienen conductor de tierra pueden estar protegidos por un interruptor diferencial localizado aguas arriba y deben ser etiquetados como "sin conexión a tierra" o similar. La mayoría de los enchufes con interruptores GFCI permiten la conexión y tener protección de GFCI para los enchufes conectados aguas abajo. Los enchufes así protegidos deben ser etiquetados como "protegido por GFCI", "protegido por interruptor diferencial" u otra expresión similar.
- La mayoría de los circuitos tienen sus componentes metálicos interconectados con un cable de tierra conectado a la tercera clavija redonda de un enchufe, y a las cajas de metal y chasis del dispositivo.
- Las estufas, calderas, bombas de calor y unidades centrales de aire acondicionado deben ser conectarse a circuitos dedicados.
- El código establece reglas para el dimensionamiento de las cajas eléctricas para el número de cables y dispositivos de cableado en la caja.
- En un aparato, el tornillo de latón representa al activo, y el plateado es el neutro. El tornillo de puesta a tierra es usualmente pintado de verde.

Lo anterior es sólo una breve descripción y no debe utilizarse como un sustituto del Código NEC actual.

## Comparación de las prácticas de los Estados Unidos con otros países
Las prácticas de cableado eléctrico fueron desarrolladas en paralelo en muchos países a fines del siglo XIX y principios del 20. Como resultado, fueron desarrolladas variaciones nacionales y regionales desarrollados y están vigentes. Algunos de éstas se conservan por razones técnicas, puesto que la seguridad de los sistemas de cableado depende no sólo en el código de cableado, sino también en las normas técnicas para dispositivos, materiales y equipos de cableado.
La puesta a tierra (puesta a tierra) de los circuitos de distribución es una diferencia notable en la práctica entre los sistemas de cableado de los Estados Unidos y los de otros lugares del mundo. Desde la década de 1960, el cableado en las construcciones nuevas ha requerido de un conductor a tierra por separado utilizado para conectar eléctricamente todos aquellos puntos que normalmente no transportan corriente eléctrica. Los aparatos portátiles con carcasas metálicas también tienen un conductor de unión en el cable y el enchufe de conexión a la red. El conductor neutro también está conectado a tierra en el panel de entrada de servicio solamente, y no se permiten otras conexiones de neutro a tierra, a diferencia de las regulaciones en otras partes del mundo.
Los circuitos de iluminación y tomacorrientes en los sistemas norteamericanos provienen típicamente de un panel de distribución que contiene interruptores para proteger cada circuito derivado. La corriente nomimal más pequeña de un circuito derivado es de 15 amperios, utilizada para los tomacorrientes de uso general y de iluminación, aunque a menudo, se usan circuitos de 20 amperios. En construcciones residenciales, los circuitos de valores más altos son, por lo general, dedicados a un solo dispositivo, por ejemplo, aparatos fijos de cocina, secadoras de ropa y aparatos de aire acondicionado. La iluminación y los tomacorrientes de uso general son de 120 VAC, con dispositivos más grandes alimentados por circuitos de fase partida a 240 voltios. En construcciones comerciales, se usan los circuitos trifásicos. En general, los tomacorrientes son alimentados por 120 o 208 VAC y pueden incluir tomacorrientes especiales de altas corrientes para equipos industriales. La iluminación es generalmente alimentada con 277 VAC, exceptuando las luces que utilizan 120 V. El equipo puede estar conectado en el edificio utilizando la combinación 120/208 VAC o 277/480 VAC.
Ciertos países pueden adoptar la norma NFPA como su código eléctrico nacional, con las modificaciones locales similares a las de jurisdicciones de Estados Unidos. Aunque el Código Eléctrico Canadiense se desarrolló independientemente del código de la NFPA, es similar en alcance e intención al código NEC de EE. UU., con pequeñas variaciones en detalles sobre los requisitos técnicos. Sin embargo, la armonización de los códigos CSA y NEC tiene por objeto facilitar el libre comercio entre esos países.

## Métodos de cableado

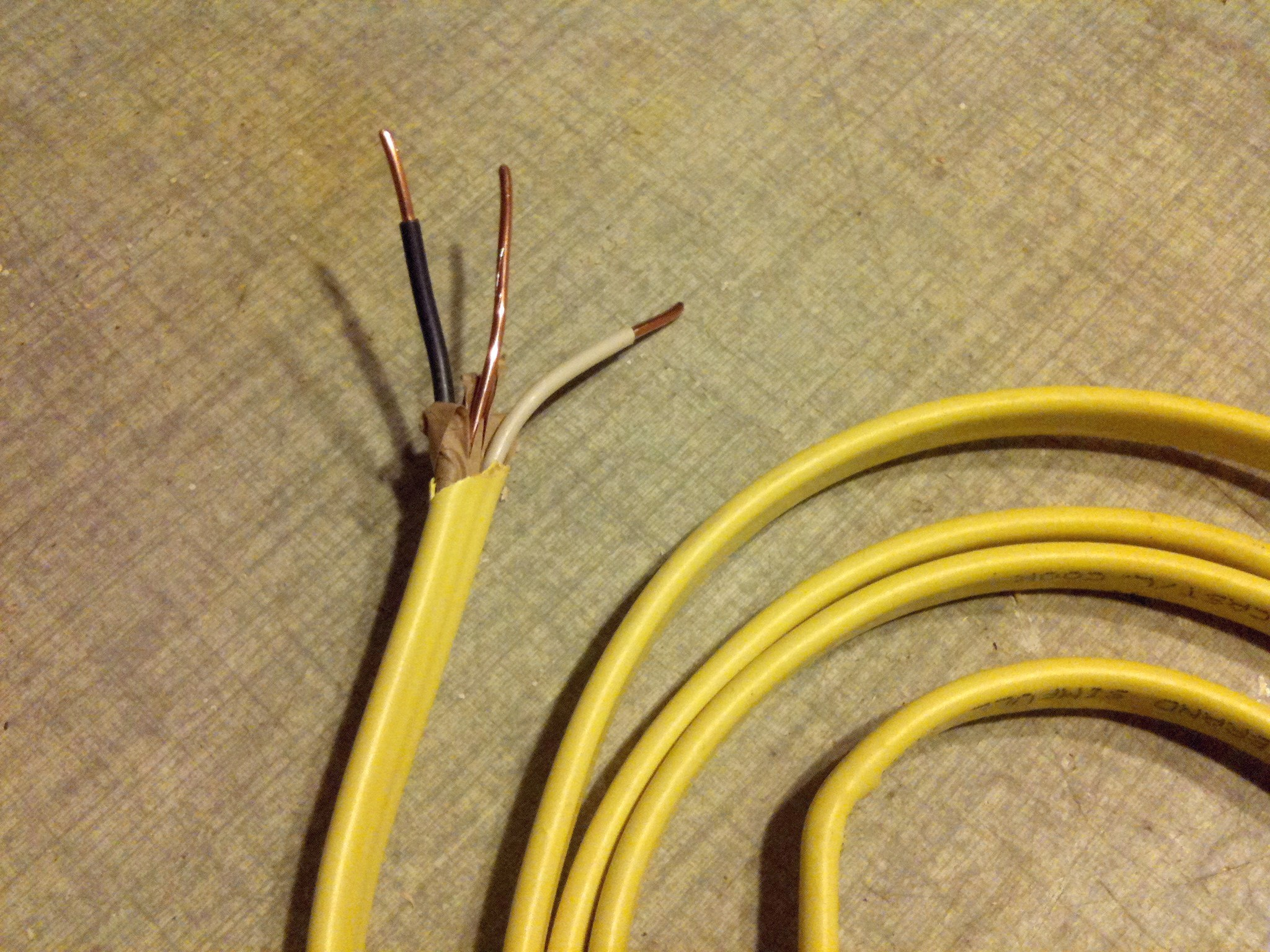
Cable de tipo Romex

La mayoría de los circuitos eléctricos residenciales y de las modernas construcciones ligeras de América del Norte posee instalaciones hechas con cable de recubrimiento no-metálico, conocido a menudo por la marca ROMEX. Este tipo de cable es el menos costoso para un tamaño dado y es apropiado para aplicaciones en ambientes interiores secos. Estos cables suelen usar la denominación "NM XX-Y" que indica, respectivamente, el tipo de revestimiento (en este caso, no metálico), el calibre de los conductores principales, y el número total de conductores del circuito (excluyendo el conductor de tierra). Por ejemplo, el cable "NM 14-2" contiene tres conductores (dos, además del conductor de tierra) de calibre americano 14, un tipo normalmente utilizado para los circuitos protegidos a 15 amperios. Los circuitos con corrientes más grandes (por ejemplo, los de hornos eléctricos, calentadores de agua, equipos de aire acondicionado o que suministran energía eléctrica a paneles de circuitos adicionales) deberán usar conductores más gruesos. No todas las jurisdicciones de Estados Unidos permiten el uso de cable de recubrimiento no-metálico. El Código NEC no permite el uso de este tipo de cable en estructuras grandes, resistentes al fuego, o de muchos pisos.
En el tipo de cable no metálico, el aislamiento usa un código de colores para la identificación, por lo general uno negro (conductor activo), uno blanco (conductor neutro), y un conductor desnudo de conexión a tierra, tal como establece el Código NEC. Los conductores pueden ser re-coloreados, de modo que estas reglas son comúnmente la excepción En aplicaciones de 240 VAC que no requieran un conductor neutro, el conductor blanco se puede utilizar como un segundo conductor activo, pero debe ser recoloreado con cinta adhesiva o por algún otro método. Los cables de alimentación flexibles de cuatro conductores usan como cuarto color, el rojo; a diferencia de las prácticas europeas, la codificación de cables de alimentación es la misma del cableado fijo.
Para usos comerciales e industriales, suele estar prohibido el cable no-metálico no encerrado en conductos, en determinadas zonas o en toda una región, dependiendo del uso de la edificación a cablear y los códigos de construcción locales y estatales. La mayor parte del cableado se coloca en conductos metálicos, debido a su costo y durabilidad. Los conductos de metal galvanizado pueden ser requeridos para ciertas áreas y adicionalmente, accesorios que impidan la entrada de vapores, en sitios donde esté presente un peligro de incendio o explosión, como en las gasolineras, fábricas de productos químicos y silos. Las tuberías hechas de PVC se usan para cables subterráneos o que se instalarán donde se vacíe concreto. Un banco de conductos de PVC se hace generalmente de varios de ellos, incrustados en concreto. Los conductos metálicos flexibles se usan para recorridos cortos, como en las conexiones a luminarias. Para los circuitos de energía, la codificación de color utiliza los mismos colores que la construcción residencial, y agrega los colores para los cables adicionales utilizados para sistemas trifásicos. En los circuitos de 120/208 VAC, los cables activos tienen aislantes de color negro, rojo y azul y el cable neutro tiene aislante blanco. En cambio, en los circuitos de 277/480 VAC, los cables activos son de color marrón, naranja y amarillo y de color gris para el cable neutro. Para la puesta a tierra, independientemente de la tensión, se usan cables con aislante de color verde. 
Otros tipos de sistemas se usan para el cableado de construcciones en Estados Unidos; estos incluyen los cables de energía de metal corrugado, cables con aislamiento mineral, y diversos tipos de conductos eléctricos. En las aplicaciones industriales, los cables pueden colocarse en una bandeja y son los del Tipo TC. Las reglas especiales de cableado se aplican a entornos húmedos o corrosivos, y a lugares que presenten riesgos de explosión. Los materiales usados para cableado en Estados Unidos deben ser fabricados y probados según los estándares fijados por NEMA y Underwriters Laboratories (UL), llevando en ese caso, las marcas de aprobación establecidas por esa organización.
Los tipos de cableado aprobados pueden variar en diversas jurisdicciones, pero no todos los métodos de cableado aprobados por el código NEC, son aceptados en todas las áreas de los Estados Unidos.

## Tipos de alambre eléctrico

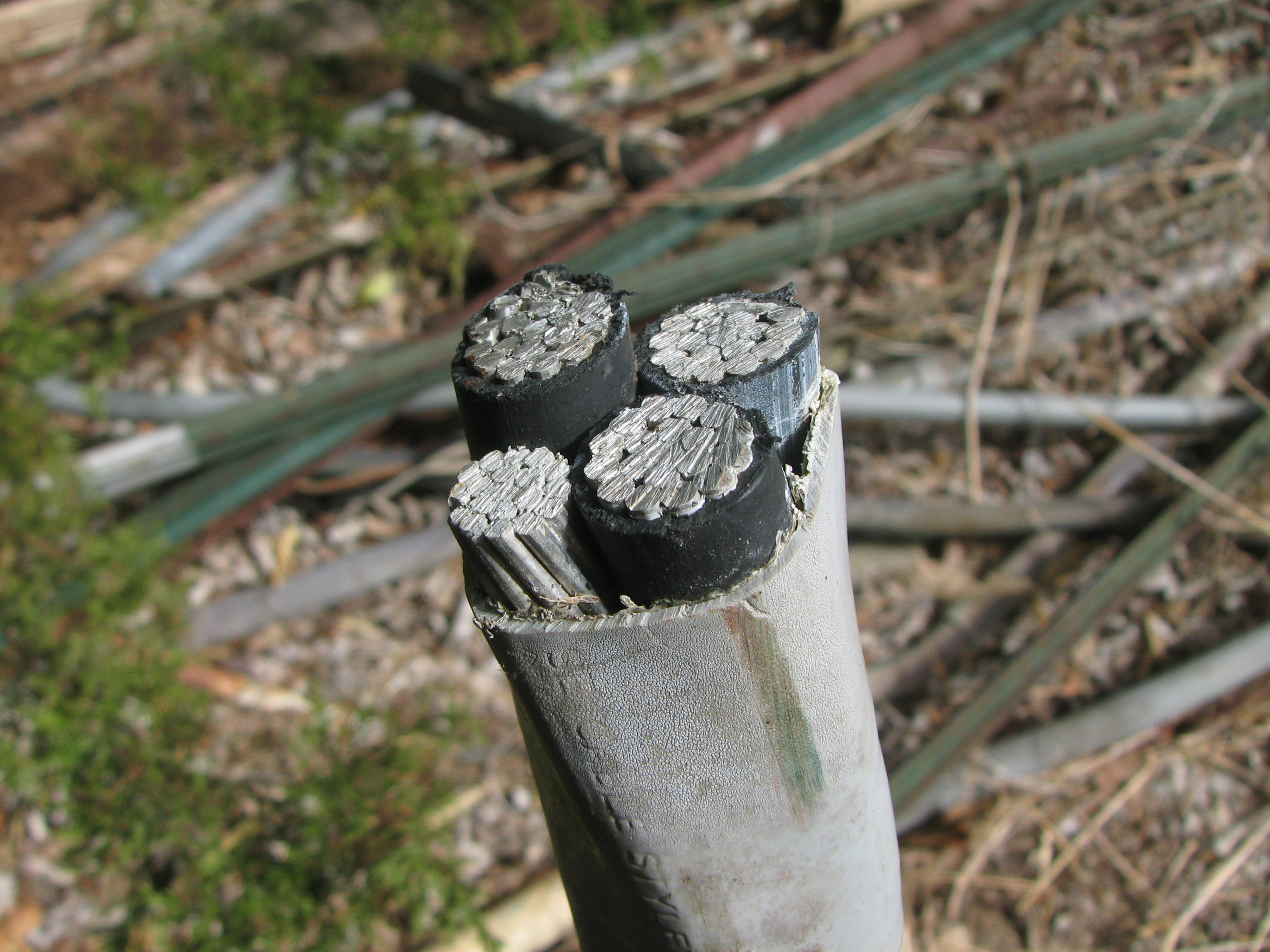
Cable eléctrico exterior de alta tensión.

Los tipos de conductores para realizar cableado eléctrico en Norteamérica son definidos por normas o estándares publicados por organizaciones como Underwriters Laboratories, Canadian Standards Association, American Society for Testing and Materials, National Electrical Manufacturers Association y Insulated Cable Engineers Association. Su clasificación es la siguiente:
XHHW: Es la sigla de Cross-linked High Heat-resistant, Water-resistant o Cable cruzado altamente resistente al calor y la humedad, por su significado en español Los conductores y cables de este tipo se recomiendan para su uso en lugares húmedos y se usan comúnmente en sistemas de distribución de corriente alterna comerciales, institucionales e industriales con un rango de tensiones eléctricas comprendido entre 110 y 600 voltios. Son fabricados con conductores de cobre o aluminio que pueden ser sólidos o trenzados, dependiendo de su tamaño. Según el Estándar 44 de Underwriters Laboratories (UL) los cables y conductores del tipo XHHW son aconsejados para su uso en lugares secos con temperaturas de hasta 90 °C o húmedos hasta 75 °C.
XHHW-2: Es similar al XHHW, y es aconsejado para su uso en lugares húmedos o secos con temperaturas de hasta 90 °C.
THWN: Es la sigla de Thermoplastic Heat and Water-resistant Nylon-coated o Cable recubierto de Nylon termoplástico resistente al calor y la humedad. Los cables y conductores de este tipo son de cobre o aluminio (sólido o trenzado) y son usados en sistemas de distribución de corriente alterna de edificios de todos los tipos y tamaños a través de Norteamérica con un rango de tensiones eléctricas comprendido entre 110 y 600 voltios.
THHN: Significa Thermoplastic High Heat-resistant Nylon-coated o Cable recubierto de Nylon termoplástico de alta resistencia al calor Es adecuado para lugares secos y húmedos y tiene el mismo uso del cable tipo THWN.
Muchos conductores son clasificados como THWN y THHN y son adecuados para su uso en sitios secos con temperaturas de hasta 90 °C o húmedos con temperaturas de hasta 75 °C,